# Schloss Hohenlupfen

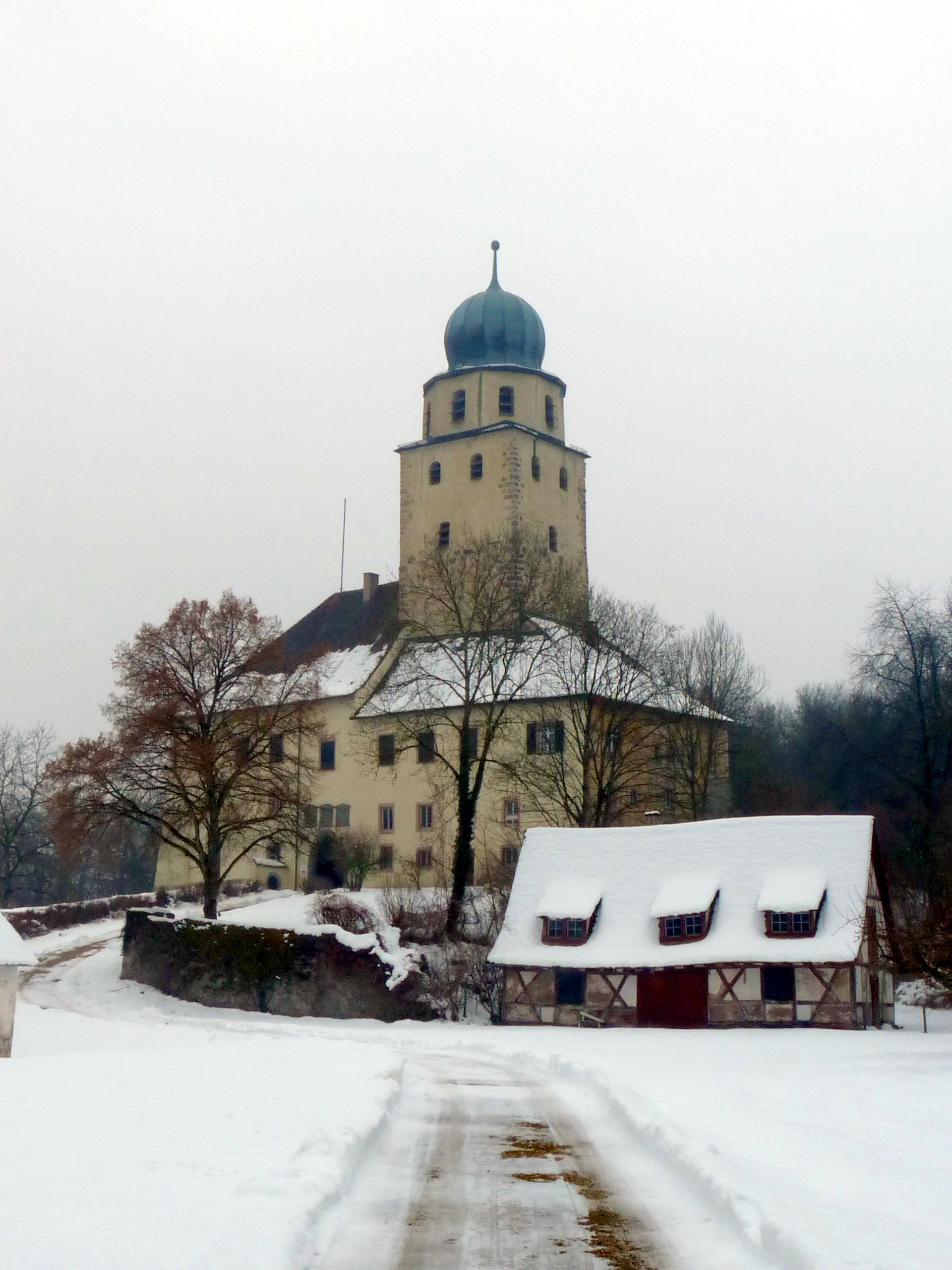
Schloss Hohenlupfen

Das Schloss Hohenlupfen, auch Schloss Stühlingen, ist ein Schloss in Stühlingen im Landkreis Waldshut in Baden-Württemberg, Deutschland. Das Schloss existiert in der heutigen Form seit 1624.

## Geschichte

### Ursprünge

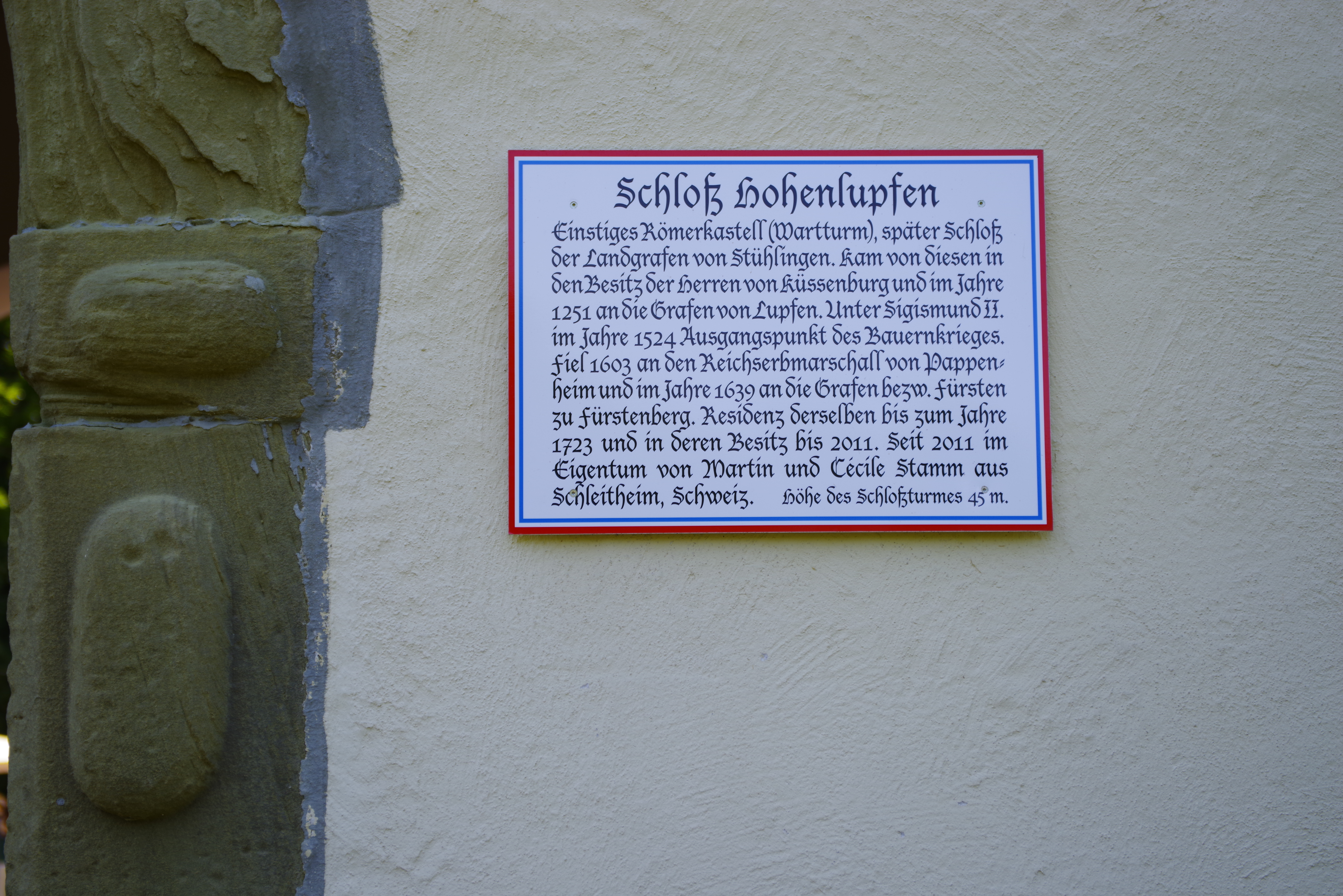
Tafel am Eingangstor

Das Plateau, auf welchem das Schloss erbaut wurde, diente vermutlich bereits den Römern als Sockel für einen Signalturm. Aus römischer Zeit fand man in Stühlingen einen Mosaikfußboden, unweit von Stühlingen befand sich die römische Stadt Juliomagus.
Die ursprüngliche Burganlage Hohenlupfen wurde durch die Grafen von Lupfen erbaut und 1093 erstmals erwähnt. Im Jahr 1499 wurde die Burg im Schweizerkrieg den Eidgenossen übergeben und »beschädigt«. Der nach 1499 erfolgte Wiederaufbau der Anlage wurde nur »notdürftig« durchgeführt, weshalb die Burg in der Folgezeit als „baufällig“ bezeichnet wurde. Es ist dies unter anderem dadurch zu erklären, dass der Landgraf zu dieser Zeit in Engen im Hegau residierte.

### Beginn des Bauernkrieges
Vor dem Schloss Stühlingen beginnt in der Geschichtsschreibung der Deutsche Bauernkrieg. Am 23. Juni 1524, wohl unter der Führung des Michel Haim von Stiellingen, traten Bauern vor das Schloss und erhoben Beschwerde mit einer Schrift, in der 16 Artikel zusammengefasst waren, die sie erfüllt haben wollten. Nachdem der Vogt sie zunächst beschwichtigen konnte, ging Graf Sigmund zusammen mit anderen Adligen gegen die Bauern vor. Die Bauern hatten Hans Müller von Bulgenbach als Anführer gewählt. Am 28. Dezember 1524 starb Graf Sigmund II. von Lupfen in Engen.

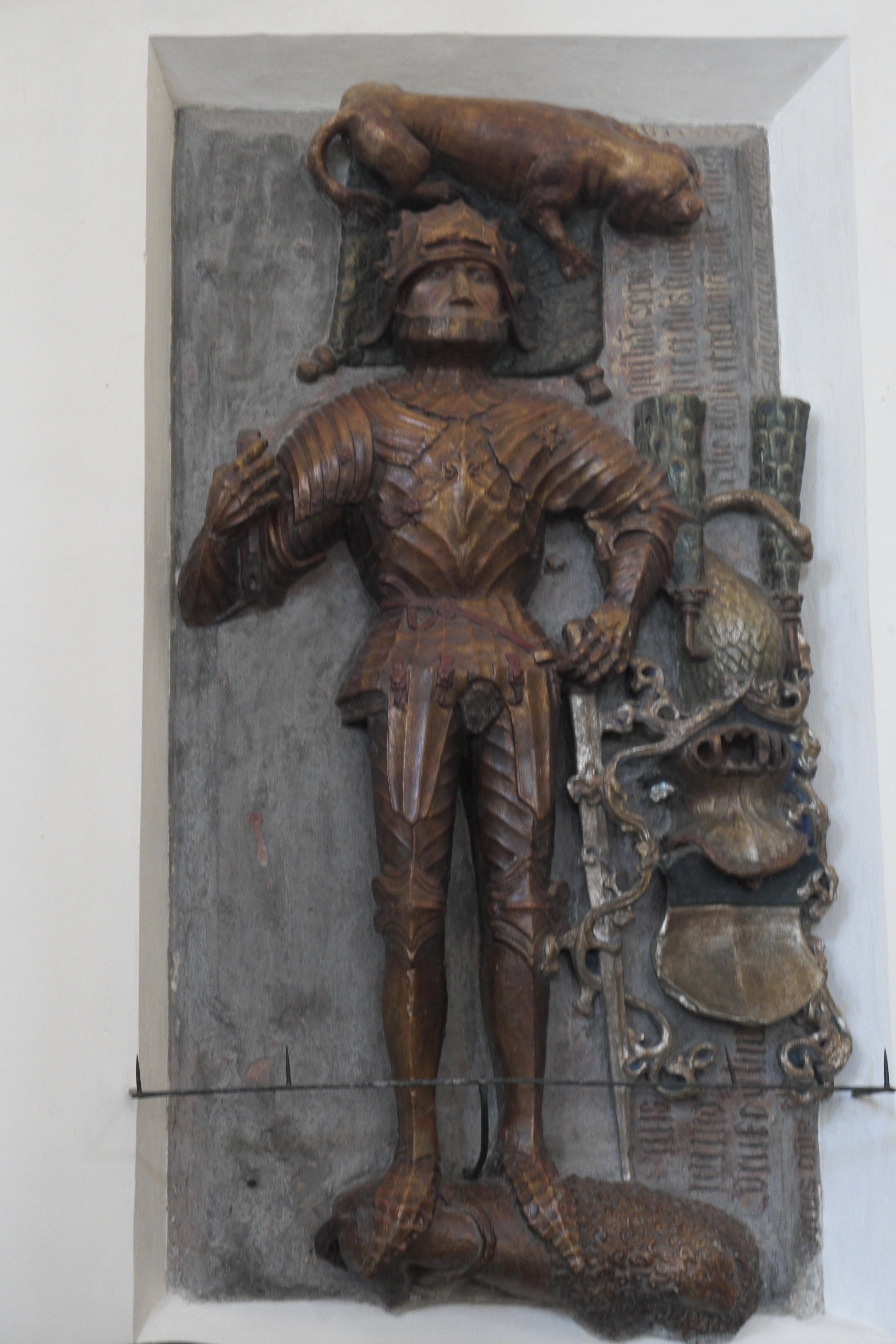
Epitaph Sigmund II. von Lupfen in der Kirche in Engen

Nach der Niederschlagung aller Aufbegehrungen mussten die Untertanen am 12. Juli 1525 in Ewattingen die Abbitte leisten und ihrem Herrn huldigen.
23. Oktober 1572 erhielt Conrad von Pappenheim die schriftliche Zusage durch Kaiser Maximilians II. auf die „Expectanz“ der Grafschaft Stühlingen, Schloss und Herrschaft Höwen, sowie auf die Stadt Engen. Als der letzte Nachfahre des bis dahin dort ansässigen Geschlechts der Grafen von Lupfen 1582 starb, besetzte Conrad von Pappenheim die Burg Stühlingen und die Stadt Engen. Daraufhin wurde er – wohl aufgrund von Intrigen – am 1. März 1591 auf Schloss Hohentübingen gefangen gesetzt.
Die Landgrafschaft Stühlingen kam zunächst an die Erben der Lupfenschen Allodialgüter, Graf Karl II. von Zollern und den Schwager von Graf Heinrich von Lupfen, Peter Freiherr von Mörsperg. 1589 erkannte Kaiser Rudolf II. die Ansprüche des Conrad von Pappenheim auf das Stühlinger Reichslehen an, doch Conrad wurde weiterhin gefangen gehalten und verstarb 1603 in der Haft.
1605 wurde dann Conrads Sohn, Maximilian von Pappenheim mit der Landgrafschaft Stühlingen belehnt. Peter von Mörsperg konnte die Herrschaften Rosenegg und Bonndorf behalten – nur die Landeshoheit verblieb hier Maximilian von Pappenheim.

### Neubau durch Maximilian

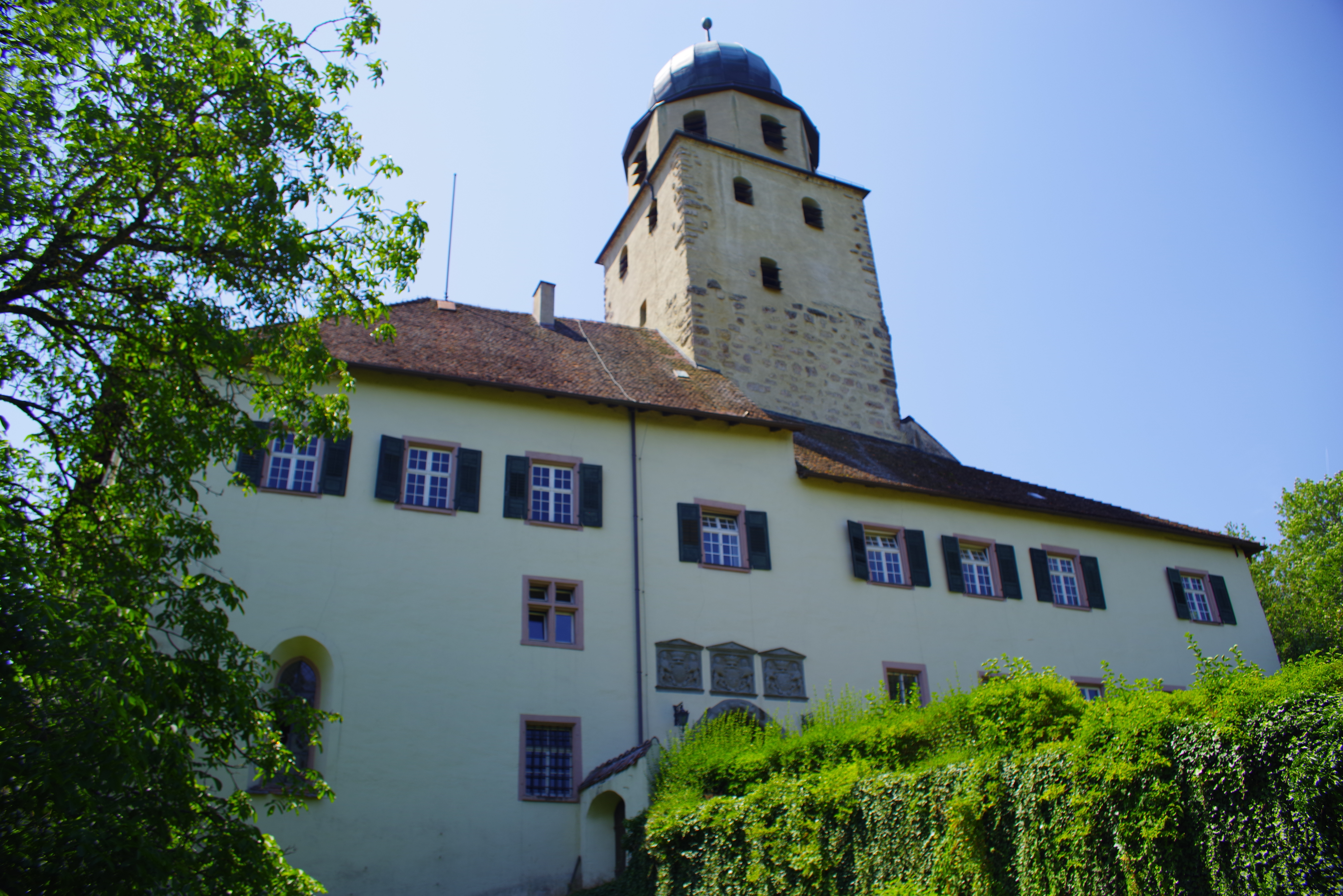
Ostseite vom Garten aus

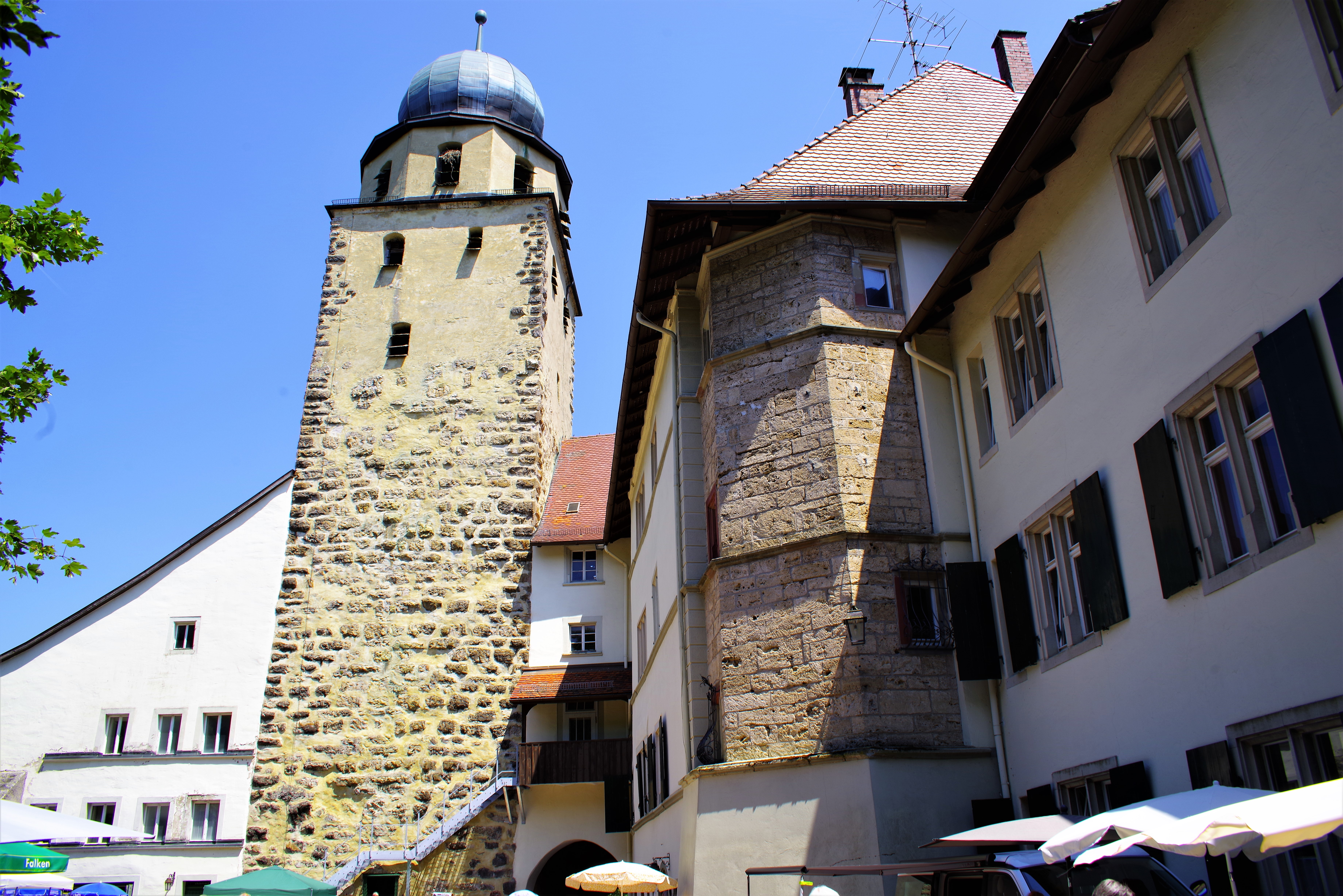
Innenhof mit (rechts) Wendelstein aus Travertin

Maximilian von Pappenheim sah sich 1612 genötigt die landeshoheitlichen Rechte „hohe Forst-, Gelait- und Land-Gerichtliche Obrigkeit“ über die Ämter Bonndorf, Blumegg, Bettmaringen und Gutenburg an das Kloster Sankt Blasien  zu verkaufen, da er an die Erben der Herren von Lupfen eine hohe Entschädigung zahlen musste. Abt Martin Meister I. hatte damit alle Rechte an der Herrschaft Bonndorf vereinigt und das Kloster wurde in der Folge Reichsabtei.
Mit der 1613 erfolgten Zustimmung des Kurfürstenkollegiums und des Kaisers sowie der 1614 erfolgten tatsächlichen Abtretung der Hoheitsrechte, war die Landgrafschaft Stühlingen nun geteilt, in die südliche Hälfte, die diesen Namen beibehielt und später an das Fürstenhaus Fürstenberg fiel und den nördlichen Teil, der Grafschaft bzw. Reichsherrschaft Bonndorf.
1621 veräußerte Pappenheim für 130.000 Gulden die geerbte thüringische Herrschaft Gräfenthal mit dem Sitz Schloss Wespenstein an Herzog Johann Philipp von Sachsen-Altenburg. Von 1619 bis 1624 ließ er die alten Gemäuer um den Turm niederlegen und das noch heute bestehende Schloss neu erbauen.

### Fürstenberger
1631 kam die Herrschaft Stühlingen durch Heirat seiner Tochter Maximiliana mit Graf Friedrich Rudolf von Fürstenberg an die Fürsten zu Fürstenberg, die hier bis 1723 residierten und danach die Residenz nach Schloss Donaueschingen verlegten. Maximiliana war viel bewundert ob ihrer Schönheit. Ihr Sohn Graf Maximilian Franz von Fürstenberg-Stühlingen wurde in Schaffhausen am 2. Mai 1634 geboren. Maximiliana starb 1635 bei der Geburt ihres zweiten Kindes in Engen. Endlich erhielt Graf Maximilian Franz von Fürstenberg die Grafschaft Stühlingen und die Herrschaft Hewen, mit der Stadt Engen als ein Afterlehen von Österreich. Er hielt sich viel auf seinen Gütern in Mähren auf, doch Stühlingen war seine Residenz, deren Herrschaft bis zum Kniebis reichte. Als er am 24. Oktober 1681 im Bischofspalais in Straßburg dem Sonnenkönig Ludwig XIV. entgegeneilen wollte, verfingen sich auf einer Treppe seine Sporen in seinem Mantel, er stolperte und brach sich das Genick. Er ruht im Kapuzinerkloster Haslach.
Sein ältester Sohn, Prosper Ferdinand von Fürstenberg war noch nicht volljährig, als er das riesige Herrschaftsgebiet übernehmen sollte. Daher war vertretend Johannes Christopherus Herpfer (1583–1654) als Landgraf und Palatin von 1629 bis 1654 eingesetzt. Später focht Prosper Ferdinand unter Prinz Eugen von Savoyen und Markgraf Ludwig Wilhelm von Baden-Baden gegen die Türken. Er nahm als Generalfeldzeugmeister am Spanischen Erbfolgekrieg teil, wo er bei der Belagerung von Landau in der Pfalz 1704 tödlich von einer Kanonenkugel getroffen wurde. Zur Erhaltung seines Hauses hatte er 1701 die Primogenitur-Ordnung erlassen. →Landgrafschaft Stühlingen
Sein Sohn und Nachfolger Joseph Wilhelm Ernst zu Fürstenberg-Stühlingen übernahm 1723 die Herrschaft über das nun (dank ererbtem Gebietszuwachs durch Aussterben der Heiligenberger Linie) souveräne Reichsfürstentum. Nach seiner Heirat mit Gräfin Maria Anna von Waldstein erkrankte er aber kaum in Stühlingen angelangt an den Blattern. Aufgrund der Infektionsgefahr zog seine Frau zunächst in die Stadt Stühlingen (Balbachsches Haus) und dann nach Donaueschingen; 1724 folgte er ihr nach. Die von den Grafen von Lupfen und von Pappenheim begonnene Schlossbibliothek kam 1752 in die bereits 1735 fertiggestellte Hofbibliothek Donaueschingen. 1737 erlaubte er den Bau des Kapuzinerkloster Stühlingen. Er erließ eine Schulordnung, die eine allgemeine Schulpflicht vorsah. 1744 starb auch die Meßkircher Line aus. Die böhmischen Güter seiner Frau waren von der Primogenitur ausgenommen und fielen dann an ihren zweitgeborenen Sohn, Karl Egon.
Die Herrschaft in Donaueschingen und damit Stühlingen übernahm Fürst Joseph Wenzel. Diesem folgte 1783 Fürst Joseph Maria Benedikt zu Fürstenberg-Stühlingen und nachdem dieser kinderlos mit 36 Jahren verstarb, folgte ihm sein Bruder Fürst Karl Joachim Aloys Franz von Paula zu Fürstenberg-Stühlingen. Er war ebenfalls kinderlos, Erbe wurde nun Karl Egon II. zu Fürstenberg. Ihm folgte sein Sohn Karl Egon III. zu Fürstenberg. Diesem folgte sein Sohn, Karl Egon IV. zu Fürstenberg, ihm folgte Max Egon II. zu Fürstenberg. Er hatte zwei Söhne: Karl Egon V. zu Fürstenberg, der keine Kinder hinterließ und Maximilian Egon zu Fürstenberg. Dessen Sohn war Joachim Egon Fürst zu Fürstenberg, der das Schloss Hohenlupfen in den 1950er Jahren modernisieren ließ, um mit seiner Familie hier (zeitweise) zu wohnen. Es wurden u. a. Bäder, ein Speise- und ein Personalaufzug eingerichtet. Der Erbe und Nachfolger wurde aber nicht Heinrich Fürst zu Fürstenberg, sondern sein ältester Sohn Christian Joachim Maximilian zu Fürstenberg; dieser versuchte bereits längere Zeit das Schloss Hohenlupfen zu veräußern, kaufkräftige Interessenten schreckten aber vor verschiedenen Umständen ab, so etwa der Nähe zum AKW Leibstadt und zum Flughafen Kloten. 2011 konnte die Landwirtfamilie Stamm das Schloss Hohenlupfen mit Wald und Feld erwerben und arrondierte damit ihren Betrieb.

## Lage
Das Schloss ist auf einem Felsplateau aus Muschelkalk 140 Meter über dem Tal am östlichen Rande des Alpgaus über dem mittleren Wutachtal angelegt. Die korrekte und früher verwendete Bezeichnung lautet Schloss Stühlingen, woraus sich der Name der zu Füßen des Schlosses gelegenen Stadt Stühlingen ableiten lässt. Da sich auf der Höhe von Stühlingen zwei Seitentäler von links und rechts mit dem Wutachtal vereinigen, ergibt sich ein Talkreuz. Dieses diente den talseitig verlaufenden Verkehrswegen als Wegekreuz und erlangte so eine gewisse Bedeutung für die Region. In diesem Kontext erscheint die Platzierung des Schlosses schräg gegenüber der Schleitheimer Talmündung als sinnvoll. Die rechte Talflanke ist ca. 60 Meter höher, so dass sich die gegenüberliegende linke Talflanke und der angrenzende Hallauer Berg gut überblicken lassen.

## Anlage

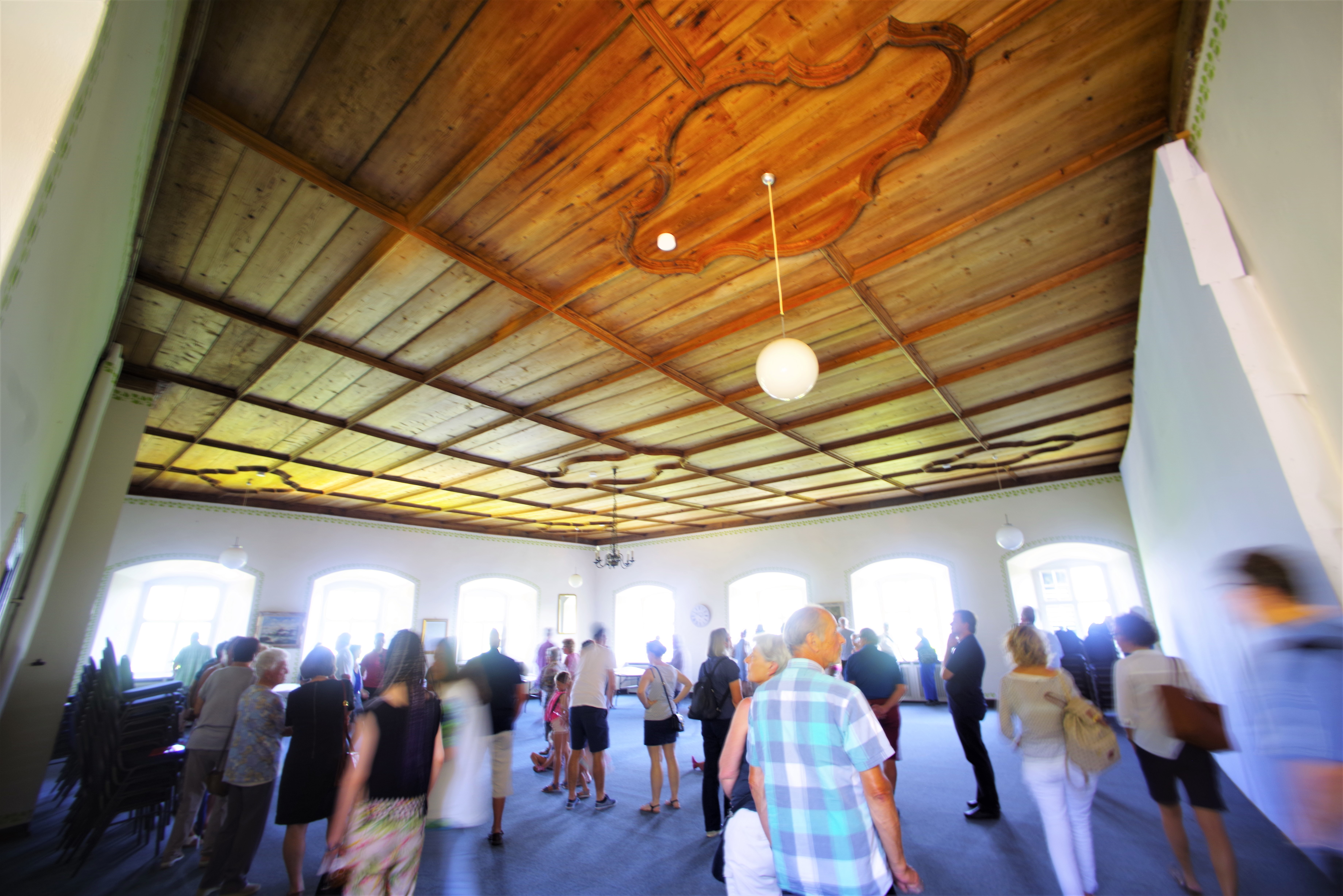
Der Rittersaal mit abgehängter Holzdecke aus der Erbauungszeit

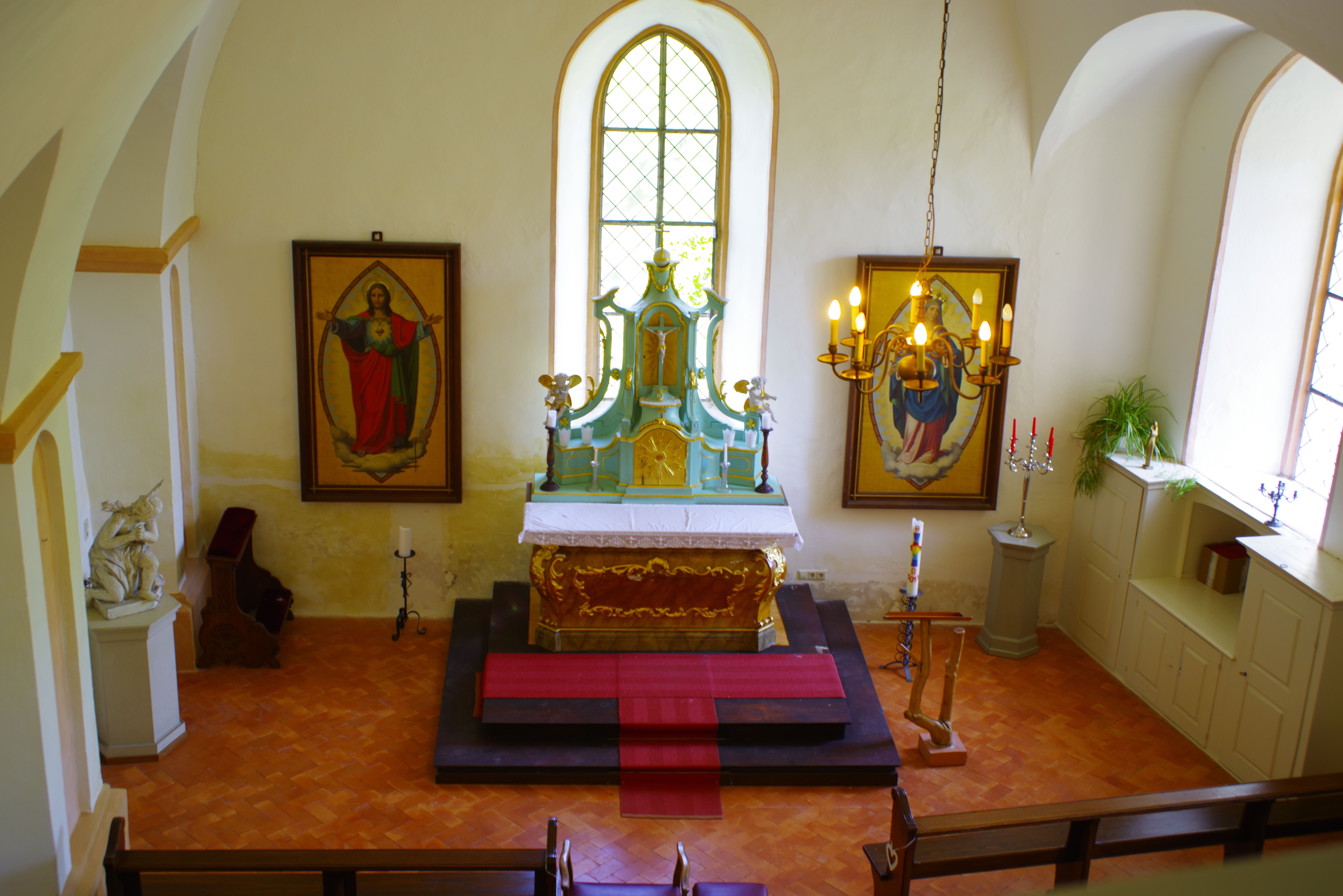
Die Schlosskapelle, neu eingerichtet durch Familie Stamm

Der 45 Meter hohe Burgturm besteht aus Bruchsteinen aus Muschelkalk und hat einen quadratischen Grundriss von 15 × 15 Metern, die untere Mauerstärke beträgt 5 bis 6 Meter. Die Schießscharten im Burgturm sind noch heute ebenso wie der ursprüngliche Wehrturm gut zu erkennen. Vom Innenhof der Anlage ist der Turm seit dem 19. Jahrhundert ebenerdig zugänglich und im Innern mit einer hölzernen Wendeltreppe versehen. Beim Umbau zum Schloss wurde der Turm um einen achteckigen Aufbau und einen Zwiebelturm ergänzt. Das Hauptgebäude ist als großzügig dimensioniertes Herrenhaus angelegt. Die Frontlänge beträgt 130 Meter. Am nördlichen Ende des Haupttrakts schließen sich im rechten Winkel ein Wehrturm und ein Gesindetrakt an. An diesem Ende des Haupttrakts befindet sich im Obergeschoss der annähernd quadratische Rittersaal mit an vierfachem Hängewerk am Dachstuhl abgehängter Holzdecke und einer Gelagestube. Zwischen dem Rittersaal und dem Gesindetrakt existiert eine durchgehende Verbindung an der Außenseite des Turms. Im Kellergeschoss unterhalb des Rittersaals befindet sich die Schlosskapelle. Talseitig wird die Anlage durch eine Wehrmauer geschützt, die südlich bzw. westlich durch einen Burggraben abgelöst wird.
Im nördlichen Vorhof befindet sich ein Ökonomiegebäude, das halbseitig durch einen Brand zerstört wurde. Erhalten ist der Torspitzbogen mit den Wappen der Pappenheimer von 1619 und 1620 als heute einzige Einfahrt zum Schloss. Die Straße zum Schloss, die in Richtung Bonndorf links neben der Haarnadelkurve beim Wasserreservoir an der Kreisstraße beginnt und direkt an der Talwange steil bis zur talseitigen Wehrmauer und zum Vorhof des Schlosses ansteigt ist geschottert.

## Heutige Nutzung

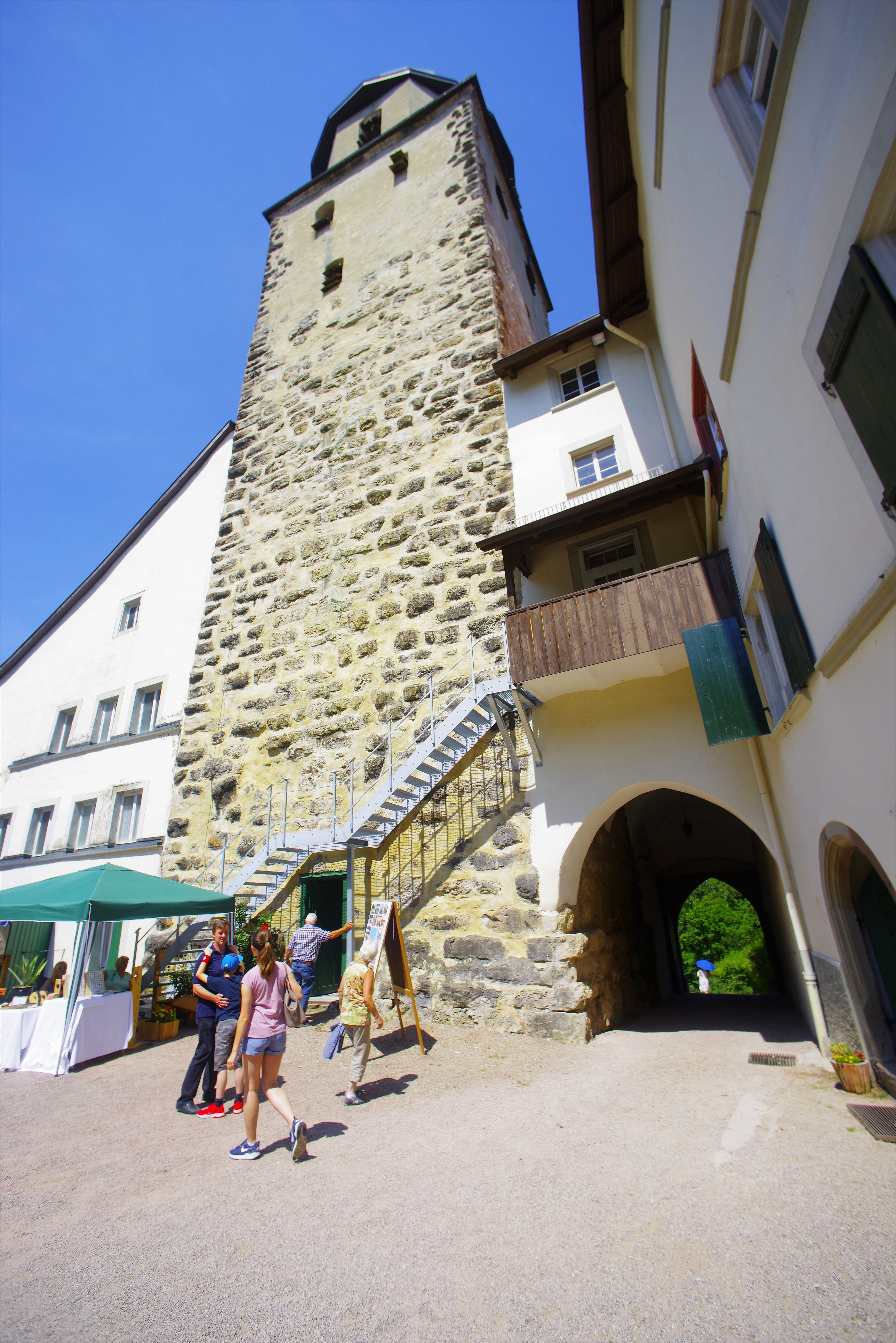
Innenhof Schloss Hohenlupfen

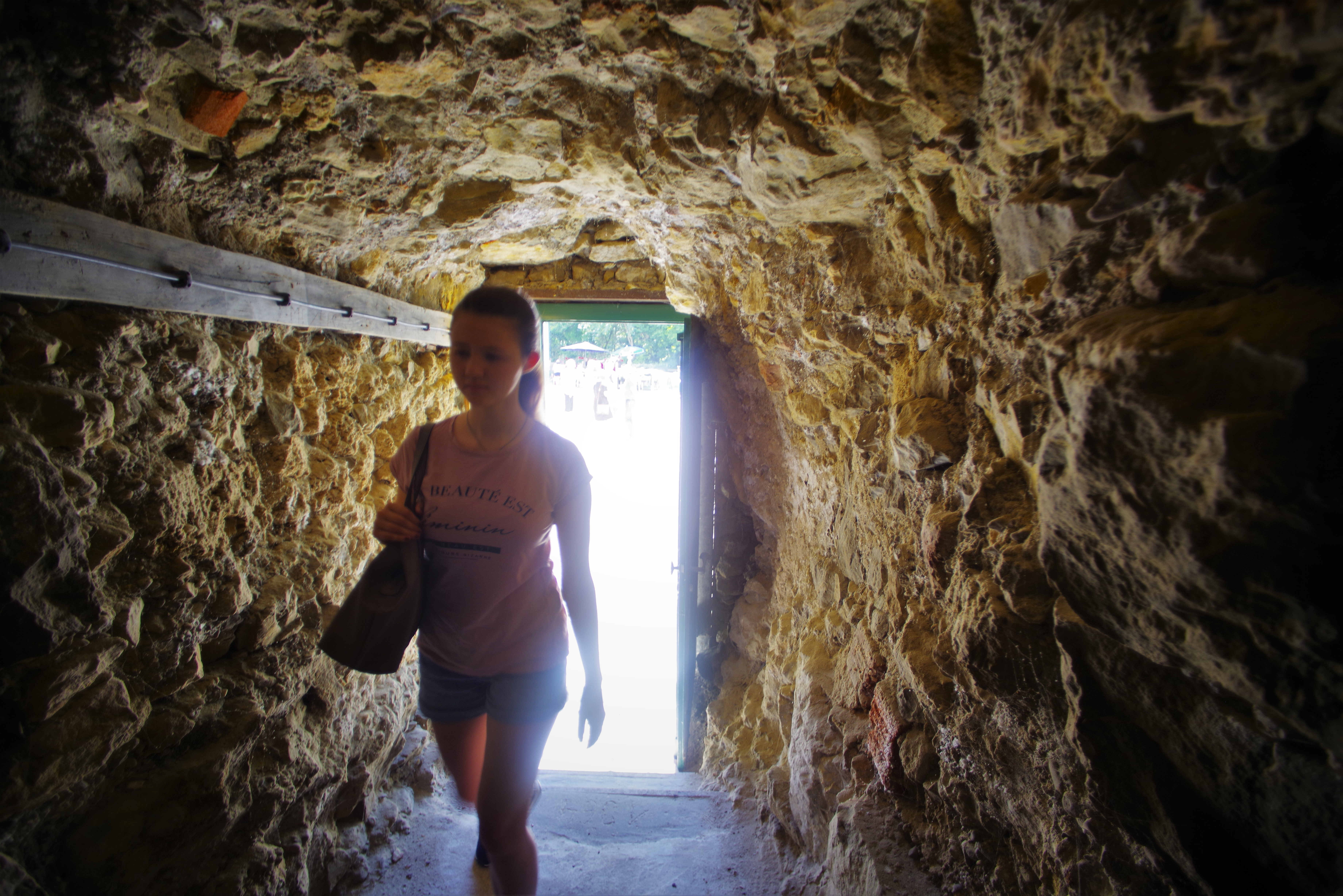
Durchbruch zum Turm

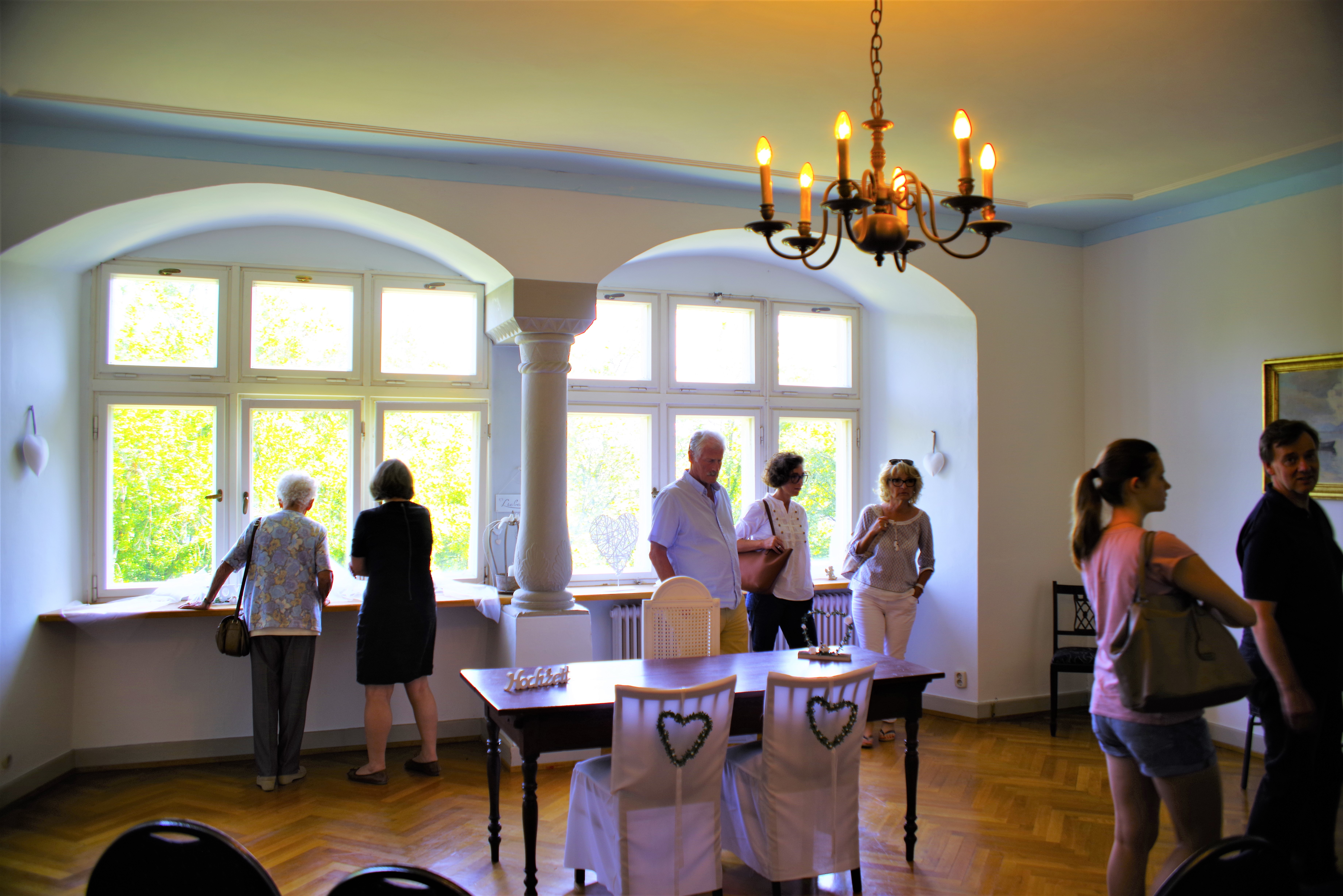
Standesamtzimmer

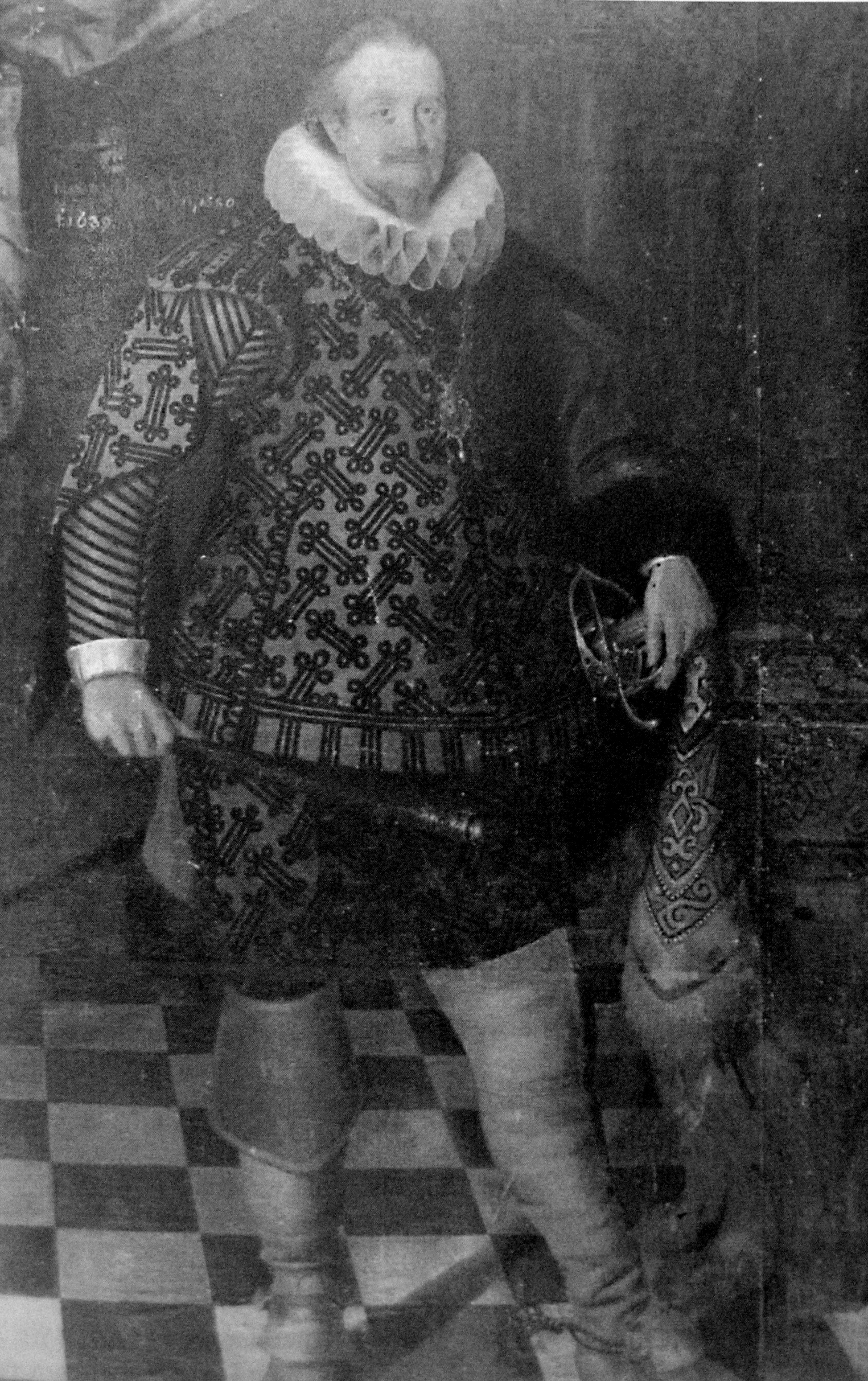
Maximilian von Pappenheim, Erbauer von Schloss Hohenlupfen, Porträt im Schloss Pappenheim

Der Besitz, der auch Ländereien (60 Hektar Wald und 40 Hektar Felder) im Umfeld des Schlosses enthält, ging im Dezember 2011 vom Fürstenhaus Fürstenberg zu Donaueschingen an die Gast- und Landwirtsfamilie Cècilie und Martin Stamm aus der schweizerischen Nachbargemeinde Schleitheim, wo sie das Gasthaus Brauerei betreiben, über. Cècilie Stamm richtet seither das völlig geräumte Schloss wieder mit antiquarischen Gegenständen und Möbeln ein. In der Folge wurde der Rittersaal, ein idealer Ort für größere Veranstaltungen, dafür wieder instand gesetzt. Während des Zweiten Weltkriegs war hier u. a. die Volksschule und eine Gehörlosenschule untergebracht. Die Fürstenberger, zuletzt Joachim Egon Fürst zu Fürstenberg und seine Frau, Paula Gräfin zu Königsegg-Aulendorf mit Kindern hatten das Schloss dann ausschließlich für eigene private Wohnzwecke genutzt. Besichtigungen waren nicht möglich. Seit 2011 kann das Schloss z. B. für Geburtstagsfeiern und Hochzeiten angemietet werden. In den Sommermonaten finden Flohmärkte und Führungen statt.

## Mythen und Legenden
Wie bei vielen anderen Schlössern und Burgen ranken sich auch um das Stühlinger Wahrzeichen Sagen:

### Der Schneckenstreit
Clementia von Montfort, die Gattin des Grafen Sigismund II. zu Lupfen, soll einst einen Frondienst von den Leibeigenen gefordert haben. Sie befahl ihren Untertanen, im Walde Schneckenhäuschen zu sammeln, um diese als Garnrollen benutzen zu können. Diese Willkür der Gräfin erregte den Unmut der Stühlinger Bauern derart, dass sie gegen den Landgrafen aufbegehrten und sich zum 1524 zum Bauernaufstand erhoben.
Die Sage beschreibt sehr bildhaft die Willkür und den autoritären Umgang der Grafen und Fürsten mit ihren Untertanen. Der Graf zu Lupfen residierte bereits seit längerer Zeit auf seinem Herrschaftssitz in Engen. Bereits 1499 erlebte er die Zerstörung seiner Burg in Stühlingen durch die Eidgenossen nicht selbst, sondern sein Stellvertreter, der Obervogt. Die Burg wurde hernach so notdürftig wieder aufgebaut, so dass sie in den Aufzeichnungen als „baufällig“ bezeichnet wurde. Allerdings führten die Lupfener in Engen einen aufwendigen Lebensstil, der über den Zehnten, Frondienste usw. vom Volk finanziert wurde.

### Der See unter dem Schloss
Unter dem Schloss soll ein See von unergründlicher Tiefe liegen, der einst ausbrechen wollte. Ein Kapuziner stopfte das Loch mit seiner Kapuze zu. Wenn diese eines Tages verfault ist, wird der See alle Orte des (mittleren und unteren) Wutachtals hinwegschwemmen.
Tatsächlich entspringen aus der Schlosshalde mehrere kleine Quellbäche, die unter anderem früher auch dazu genutzt wurden, den Wehrgraben um das Städtle mit Wasser zu füllen. Das Plateau südlich des Wassergrabens heißt „Seegärten“, weil es dort früher oft zu Überschwemmungen kam. Überall quillt also Wasser unter dem Schloss hervor…

### Der kühne Sprung
Landgraf Max zu Stühlingen, ein starker und gewandter Hüne, wettete bei einem Trinkgelage im Rittersaal im Obergeschoss des Stühlinger Schlosses, dass er schneller als sein Konkurrent auf den Rücken seines Pferdes komme. Beide Rösser standen angebunden im Innenhof des Schlosses. Seinem Gegner, einem Freiherrn, gewährte er ein Stockwerk Vorsprung. Während der Freiherr zum Pferde eilte, sprang der Landgraf aus einem Fenster des Rittersaals direkt auf den Rücken seines Schimmels und gewann damit die Wette.
Bis heute ist unklar, welche Hilfsmittel der Landgraf benutzte. Ein Sprung aus mindestens sechs Metern Höhe direkt in einen Sattel, ohne den Schwung mit den Beinen abfangen zu können, erscheint sehr unwahrscheinlich.

## Ehemalige Besitzer des Schlosses
- die Grafen von Stühlingen
- die Grafen von Küssenberg
- die Grafen von Lupfen
- die Herren von Pappenheim
- die Grafen und Fürsten zu Fürstenberg